# 武国神社

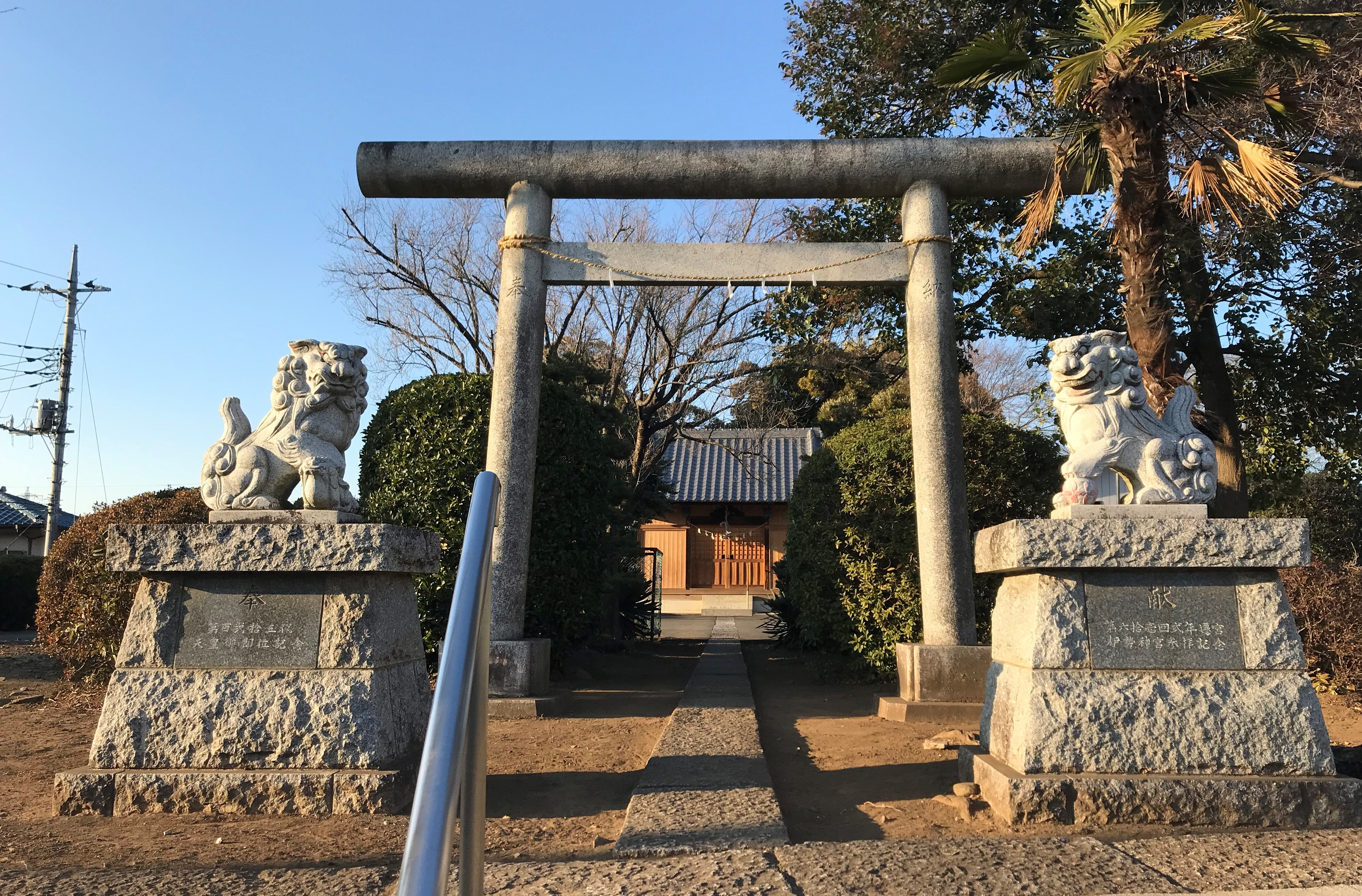
鳥居

武国神社（ぶこくじんじゃ）は、埼玉県さいたま市北区の神社。

## 歴史
創建年代は不明である。ただ古くから奈良瀬戸村の鎮守とされており、村の形成期に武蔵国一宮氷川神社の分霊を勧請したものと推測される。
「宝性寺」が別当寺であった。宝性寺は真言宗の寺院であったが、明治初期の神仏分離により、廃寺に追い込まれた。
1873年（明治6年）、近代社格制度に基づく「村社」に列せられ、1907年（明治40年）の神社合祀により、周辺の神社が合祀された。その際に「氷川神社」から「武国神社」に改称した。改称の由来は特に伝わっていないが、おそらく当社が「武蔵国一宮の氷川神社の分霊」であることを念頭に置いた改称であろうと推測される。
なお明治末期に合祀された鹿島社（吉野神社）は、戦後の1961年（昭和36年）に復祀（再興）された。

## 交通アクセス
- 宮原駅より徒歩28分。